# Municipalité de San Juan de Guadalupe
San Juan de Guadalupe est l'une des 39 municipalités de l'état de Durango au nord-ouest du Mexique. Le chef-lieu se trouve dans la ville de San Juan de Guadalupe. La municipalité couvre une superficie de 2343,1 km2.
En 2010, la municipalité avait une population totale de 5947 habitants, contre de 5858 habitants en 2005.
En 2010, la ville de San Juan de Guadalupe avait une population de 1712. La municipalité est compte 70 localités, dont aucune n'avait une population de plus de 1 000 à l’exception de San Juan de Guadalupe.